# Pteris lanceifolia
Pteris lanceifolia är en kantbräkenväxtart som beskrevs av Louis Agassiz. Pteris lanceifolia ingår i släktet Pteris och familjen Pteridaceae. Utöver nominatformen finns också underarten P. l. platyodon.